# Johann Marihart

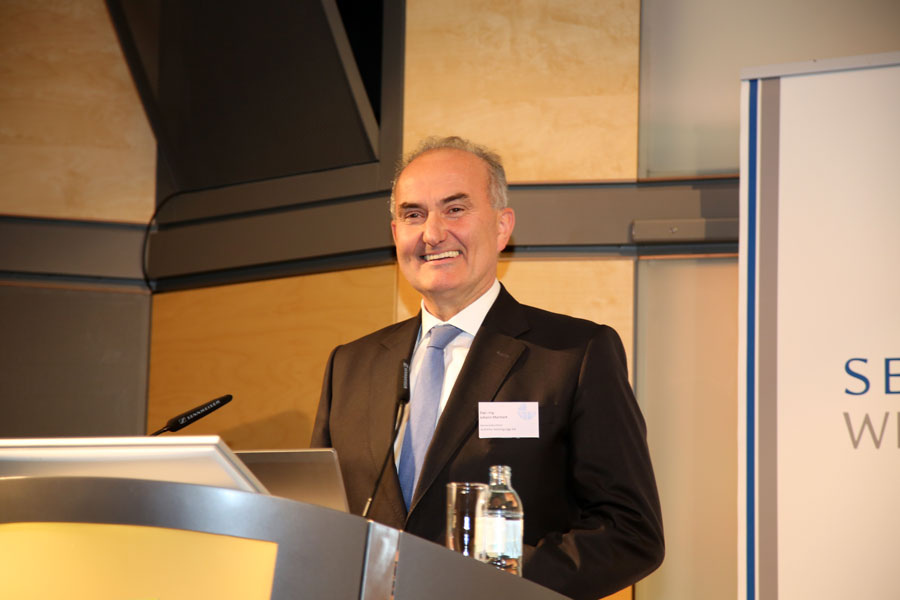
Johann Marihart (2013)

Johann Marihart (* 8. Dezember 1950 in Eggenburg, Niederösterreich) ist ein österreichischer Manager. Er war fast 30 Jahre lang Vorstandsvorsitzender der Agrana.

## Leben
Marihart maturierte 1969 am Bundesgymnasium Horn. Danach begann er sein Studium der Technischen Chemie, Fachrichtung Biotechnologie an der TU Wien, das er 1975 mit dem akademischen Grad Diplom-Ingenieur abschloss. Seine berufliche Karriere in der Zuckerindustrie begann Marihart 1975 in der Agrana Zuckerfabrik in Leopoldsdorf im Marchfelde. 1976 wechselte er ins Werk nach Gmünd, wo er über Labortätigkeiten und Mitarbeit in der Forschung und Entwicklung bis zum Werksleiter aufstieg. Seit 1988 ist Marihart Mitglied des Vorstandes von Agrana und seit 1992 dessen Vorsitzender. Unter seiner Leitung wurde 1994 die Handelsmarke Wiener Zucker eingeführt.
Mit Ende Mai 2021 wechselte er in die Pension.

## Weitere Funktionen
Neben seiner Tätigkeit bei Agrana bekleidete Marihart viele weitere Funktionen in der Wirtschaft. So ist er Vorstandsmitglied der Südzucker AG Mannheim/Ochsenfurt, Präsident des CEFS (Komitée europäischer Zuckerfabrikanten) in Brüssel, Präsident der Industriellenvereinigung Niederösterreich, Generalrat der Österreichischen Nationalbank sowie Universitätsrat der Universität für Bodenkultur. Weiterhin ist Marihart Aufsichtsratsmitglied in verschiedenen Unternehmen und Aufsichtsratsvorsitzender des TÜV Österreich.

### Spanische Hofreitschule
Marihart war seit 2009 Aufsichtsratsvorsitzender der Spanischen Hofreitschule, die sich zu 100 % im Eigentum der Republik Österreich befindet. Sein Mandat lief bis 2025. Im Jänner 2019 bestellte der Aufsichtsrat Sonja Klima zur Geschäftsführerin, was Kontroversen auslöste und zum Rücktritt des Fachbeirats und des Aufsichtsratsmitglieds Martin Bartenstein führte. Im November 2021 berichtete der ORF, dass der Aufsichtsratsvorsitzende mutmaßlich großteils auf Kosten der Hofreitschule einen 2013 gekauften Hengst für seine Tochter ausbilden lasse und diese auch Reitstunden erhalte. Bezahlt wird lediglich eine Einstellgebühr von monatlich 1200 Euro. Die anteilige Kostenübernahme der Hofreitschule wurde vom Rechnungshof bemängelt. Nach Rücktrittsaufforderungen bezeichnete Marihart in einer Stellungnahme die Vorwürfe als haltlos und die Darstellung als verzerrt. Das Pferd sei als nicht für die Spanische Hofreitschule geeignet befunden und daher über die Webseite zum Verkauf angeboten worden. Mariharts Tochter habe dieses erworben und habe die angebotene Option der Einstellung und Bewegung im Trainingszentrum Heldenberg gegen Gebühr von 1200 Euro monatlich genutzt. 2014 ergab sich ein Engpass von Pferden für die Ausbildung und daher wurde man auf dieses Pferd aufmerksam, welches dann als Einspringer verwendet wurde und sich damit die Optionen für die Eigennutzung der Besitzerin drastisch reduzierten. In Summe habe die Besitzerin 130.000 Euro in das Pferd investiert und es für neun Monate im Jahr der Hofreitschule zur alleinigen Nutzung überlassen.
Nachdem die Staatsanwaltschaft Wien kurz zuvor ein Ermittlungsverfahren wegen Untreue gegen Marihart eingeleitet hatte, gab er am 6. Jänner 2022 seinen Rücktritt als Aufsichtsratsvorsitzender der Spanischen Hofreitschule bekannt.

## Ehrungen
- 2005: Großes Silbernes Ehrenzeichen für Verdienste um die Republik Österreich[9]
- 2006: Goldenes Ehrenzeichen für Verdienste um das Land Wien
- 2017: Großkreuz Pro Merito Melitensi des Souveränen Malteserordens, verliehen von Günther Granser.
- 2019: Goldenes Komturkreuz des Ehrenzeichens für Verdienste um das Bundesland Niederösterreich[10]